# Station Plockton
Station Plockton (Engels: Plockton railway station) is het spoorwegstation van de Schotse plaats Plockton. Het station ligt aan de Kyle of Lochalsh Line.

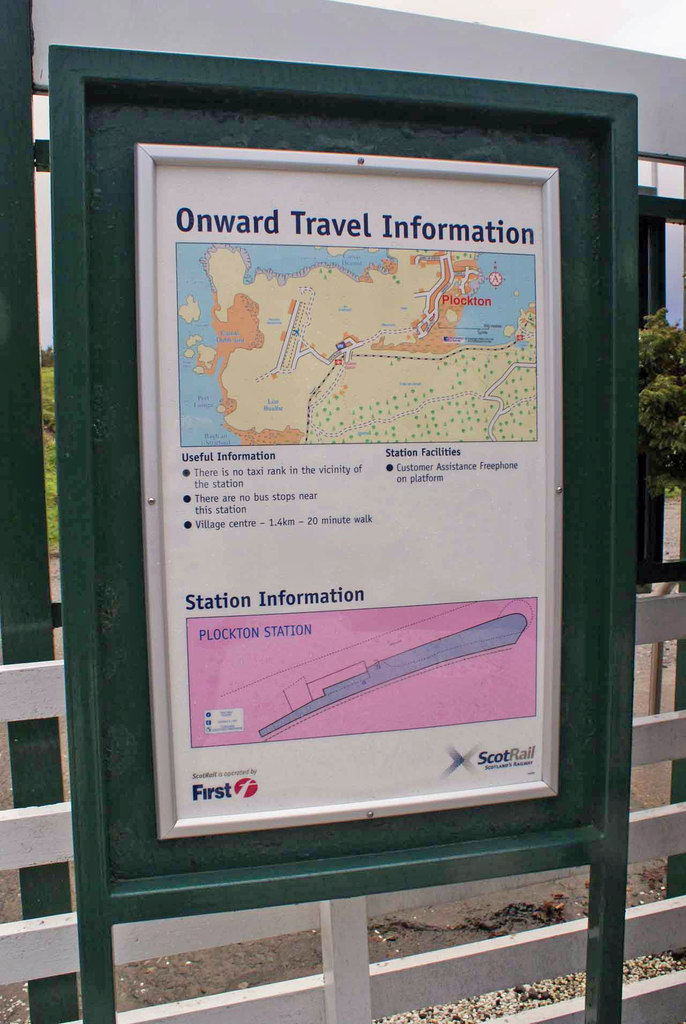
Reizigersinforatie